# كارول مالوري
كارول مالوري (بالإنجليزية: Carole Mallory)‏ هي صحفية وعارضة أمريكية، ولدت في 1941.

## وصلات خارجية
- كارول مالوري على موقع IMDb (الإنجليزية)
- كارول مالوري على موقع قاعدة بيانات الفيلم (الإنجليزية)